# +Democracia
Más Democracia  es una plataforma ciudadana, surgida en mayo de 2013, para promocionar, fomentar y desarrollar los valores y principios democráticos. Su objetivo es promover el debate y proponer reformas para mejorar la democracia “desde la pluralidad ideológica y la diversidad social". Para la entidad, “la democracia no es solo una cita ante las urnas: es un ejercicio continuo de responsabilidad”.
El 25 de septiembre de 2014 se constituye como asociación y se aprueban sus estatutos internos.

## Historia

### Presentación en sociedad
El viernes 24 de mayo de 2013 surge +Democracia como una asociación de personas, todavía sin reglamento interno establecido, que pretende invitar a la ciudadanía a elaborar en tres meses un texto articulado para la reforma de la Ley de Partidos. El exministro socialista de Administraciones Públicas, Jordi Sevilla, y el extitular de exteriores e industria del Partido Popular, Josep Piqué, fueron los promotores del foro +Democracia. Según sus impulsores, +Democracia pretende hacer un "ejercicio de ciudadanía activa y de compromiso, con el máximo apoyo social, desde la máxima pluralidad, en la mejora del funcionamiento de los partidos políticos, porque considera que de ello depende la calidad de nuestra convivencia democrática".
Además de por los dos exministros, la iniciativa está impulsada al principio por 50 personas procedentes de diversos sectores.  Destacan intelectuales y académicos como José Antonio Gómez Yáñez, Daniel Innerarity, Fernando Vallespín, Manuel Villoria, José María Vidal; expertos en comunicación como Antoni Gutiérrez-Rubí, Joan Navarro, Rafael Rubio o Immaculada Aguilar, y otros profesionales como José Antonio Zarzalejos, Javier Cremades, Emilia Sánchez-Pantoja, Nacho Corredor o Nagore de los Ríos, entre otros. También mostró su apoyo el expresidente de Castilla-La Mancha y diputado en el Congreso, José María Barreda, quien por casualidad se encontraba en Librería donde se desarrollaba el acto de presentación.

### Propuesta para la reforma de la Ley de Partidos Políticos (2013)
Los ciudadanos pudieron enviar sus propuestas para elaborar el texto inicial a la web del foro +Democracia hasta el 20 de junio de 2013. El borrador recibió 100 aportaciones y en el debate participaron más de 500 personas. Foro +Democracia intentó incorporar el máximo número de propuestas al borrador, aunque no todas pudieron ser incorporadas por estar referidas a la ley electoral, por resultar contradictorias o por ser excesivamente genéricas. No obstante, abrieron nueva convocatoria para enviar propuestas hasta el 31 de julio. 
La concreción en forma de proyecto legislativo estuvo coordinado por los profesores de Derecho Constitucional de Valencia Fernando Flores y José María Vidal, inspirados en la ley alemana que regula las formaciones políticas, a propuesta del catedrático de sociología de la Universidad Carlos III José Antonio Gómez Yáñez.  El texto definitivo, articulado en forma de anteproyecto de ley, fue presentado al Secretario de Estado de Relaciones con la Cortes, José Luis Ayllón. 
La propuesta incluía, entre otras medidas, que los partidos hagan sus congresos cada dos años, en vez de cada cuatro. También proponía reducir a no más de 150 o 200 los miembros de los "parlamentos internos" de los partidos. Estos órganos se reunirían además cada seis meses y sus convocatorias serían "automáticas". La propuesta de ley recoge el método de elección "directa" de los miembros de esos órganos y también de los delegados de los congresos. Los cabezas de lista serían elegidos en primarias abiertas organizadas por las juntas electorales, no por los partidos, y el resto de candidatos irían por orden de votación secreta de los afiliados. Asimismo, la propuesta instaura la prohibición de aplicar medidas de disciplina de voto en los partidos y grupos institucionales. Además, implanta la prohibición de las donaciones anónimas y por parte de empresas, y el establecimiento de responsabilidades penales en caso de financiación irregular. Por último, obliga a las formaciones a cumplir su programa electoral como si fuera un contrato, entre otras propuestas.
El 26 de septiembre de 2013 se presentó la propuesta de reforma de la Ley de Partidos en un café de Madrid. Respecto al paquete de 40 medidas aprobadas por el Consejo de Ministros para luchar contra la corrupción, foro +Democracia aplaudió algunas, como la regulación del cargo público y de la figura del tesorero de los partidos. Aunque el PSOE anunció que incorporará estas ideas a la Conferencia Política que preparaba para noviembre, Sevilla subrayó que nadie de ese partido se había dirigido al foro.
En las semanas siguientes, los representantes del foro +Democracia se intentaron reunir con todos los secretarios generales de los partidos políticos con representación parlamentaria para pedirles que impulsaran una comisión en el Congreso de los Diputados. Al mismo tiempo, casi 60.000 personas firmaron la petición en línea a través de la plataforma Change para solicitar a las Secretarías Generales de los Partidos Políticos que impulsasen la reforma de la ley. Además, el foro organizó seminarios universitarios en los que el texto se sometió a debate con el fin de reflexionar sobre el deficiente funcionamiento de los partidos. 
El 6 de noviembre el secretario general del PSOE, Alfredo Pérez Rubalcaba, recibió en la sede socialista de la calle Ferraz a una delegación del colectivo +Democracia. El líder del PSOE abordó la propuesta de enmiendas que este foro presenta a la Ponencia de la Conferencia Política que los socialistas celebraron ese fin de semana, en la que estuvo representado por Manuel Villoria, catedrático de Ciencia Política de la Universidad Rey Juan Carlos de Madrid.

### Nuevas propuestas para la regeneración democrática (2014)
El 25 de septiembre de 2014 se constituye como asociación y se aprueban sus estatutos internos. El 15 de octubre se presentó en la librería Tipos Infames el último ensayo del doctor en Filosofía Política Jorge Urdánoz, Veinte destellos de ilustración electoral (y una página web desesperada). El autor estuvo acompañado en su presentación por Joan Navarro (sociólogo) y Fernando Vallespín (catedrático de Ciencia Política de la Universidad Autónoma de Madrid), también impulsores de +Democracia. El 6 de noviembre +Democracia organizó un seminario, coordinado por el profesor de Sociología José Antonio Gómez Yáñez, sobre partidos políticos y sobre la legislación que los regula en España en el Centro de Estudios Políticos y Constitucionales de Madrid.
El 28 de octubre +Democracia inició una nueva campaña de recogida de firmas en Change reclamando a todos los partidos políticos un acuerdo que garantice que las listas electorales vayan limpias de personas implicadas en casos de corrupción y que los implicados serán apartados de cargo público. Además, presentaron un documento con propuestas para la regeneración democrática e  iniciaron un proceso de debate ciudadano de propuestas contra la corrupción. Entre las medidas que  proponen para someter a debate destacan la  figura de un “alertador” para denunciar infracciones o la obligación de devolver el dinero sustraído. También reclaman cambios en los procesos de la justicia y el Código Penal, la profundización en la ley de transparencia, la exigencia de rendición de cuentas en todos los ámbitos de la administración o la prohibición de aceptar regalos. Las propuestas, que pueden ser debatidas a través de internet, serán objeto de debate con otras asociaciones ciudadanas y grupos de reflexión.

### Financiación de partidos - enmiendas Ley y campaña Change.org (2014-2015)
En 2014 el Parlamento inició la tramitación de una reforma parcial para la reforma de la Ley de financiación de partidos políticos. +Democracia se reunió con todos los grupos parlamentarios en el Congreso, trasladándoles su visión de las carencias del texto legislativo, aportando propuestas para lograr una reforma que respondiese a la demanda ciudadana de mayor transparencia y control.
+Democracia abrió en Change.org en 2013 una petición de firmas para renovar la ley de partidos, que se actualizó en 2015 para solicitar una financiación más transparente, más de 60.000 ciudadanos firmaron esta petición en change.org y las firmas se entregaron en el Senado cuando esta reforma se iba a debatir. Desde el punto de vista de +Democracia, la reforma sigue dejando puertas traseras a la financiación por parte de las empresas, no aporta más medios para luchar contra la corrupción y no exige a los partidos las auditorías externas que se exigen a cualquier empresa u ONG y carece del “compromiso respecto a la dotación de medios para controlar la corrupción”. En su opinión, el proyecto de reforma sólo supondrá “simples mejoras técnicas, que aportan claridad en algunos procesos, pero que no atienden a las expectativas de los ciudadanos para dificultar y sancionar la financiación irregular”. 
Para facilitar el análisis, se elaboró un cuadro explicativo donde se compara el texto aprobado por el Congreso y la propuesta de +Democracia. En él se explica cómo la nueva ley prohíbe a los partidos políticos, pero no a sus fundaciones, recibir donaciones por parte de personas jurídicas. Según el texto, además, las fundaciones podrán recibir por parte de particulares donaciones sin ningún tipo de límite económico.  

### Análisis de los programas electorales de los partidos para las elecciones generales del 20-D y del 28-A (2014-2019)
+Democracia estudió los programas de los principales partidos políticos españoles que se presentaron a las elecciones generales de 2014 y 2019, realizando un análisis en cuatro áreas: partidos políticos y sistema electoral, lucha contra la corrupción, transparencia, y ampliación de la democracia. El proyecto fue coordinado por Víctor Gómez Frías, Eduard Güell e Inmaculada Ranera y en las evaluaciones participaron más de una veintena de personas voluntarias, que declararon su neutralidad respecto a los partidos o coaliciones con representación parlamentaria nacional analizados. Los únicos compromisos electorales tenidos en cuenta fueron los recogidos en sus programas oficiales, publicados entre dos y cinco semanas antes de las elecciones.
La principal conclusión es que todos los partidos españoles suspenden a la hora de incluir en su oferta electoral propuestas concretas sobre regeneración democrática por el bajo nivel de concreción en las propuestas electorales sobre regeneración democrática (sobre 10, media de 1,9 para el conjunto de partidos y coaliciones, y ningún “aprobado”). Los solemnes diagnósticos que todos los partidos y coaliciones realizan en sus programas sobre la necesidad de actualizar el funcionamiento de los partidos, luchar contra la corrupción o incrementar la transparencia, apenas se reflejan en medidas concretas inspiradas en las buenas prácticas internacionales, aunque no faltan las promesas de difusos “planes” de mejora.

### Ranking de calidad democrática de los partidos (2015-2017)
+Democracia elaboró durante los años 2015-2016-2017 el primer ”Ranking de Calidad Democrática de los partidos políticos españoles”. Un trabajo de investigación desarrollado por José Antonio Gómez Yáñez, profesor de Sociología de la Universidad Carlos III de Madrid como investigador principal, con la colaboración de Manuel Villoria, catedrático de Ciencia Política de la Universidad Rey Juan Carlos, el sociólogo Joan Navarro y el politólogo Arnau Pérez, Javier Coller y Emilia Sánchez-Pantoja con un amplio equipo de personas colaboradoras.
En la primera edición se destacó como principal conclusión la baja calidad democrática de los partidos políticos españoles, en comparación con las normas de funcionamiento requeridas en países como Alemania o Gran Bretaña. En 2015 tan sólo dos formaciones, Bloque Nacionalista Galego (BNG) y Podemos, aprobaron el examen de calidad democrática, al obtener respectivamente 5,7 y 5,5 puntos de valoración global sobre 10. Se trata de una puntuación obtenida analizando la información pública sobre 41 indicadores, agrupados y ponderados en cinco capítulos: democracia interna, sistemas de selección de candidatos, derechos de los afiliados y su protección, información pública sobre el partido y publicidad de los códigos éticos. 
En 2017, dando continuidad al trabajo iniciado en el año 2015 y 2016,  se elaboró una nueva edición  del ranking, comprobando que ningún partido político español cumplía con las normas de funcionamiento requeridas por la Ley de Partidos Alemana o con los usos de Gran Bretaña: congresos bienales o anuales, celebración de los congresos a fecha fija, elección de candidatos a cargos públicos por votación de los afiliados del partido residentes en el distrito, reuniones periódicas de los parlamentos internos (comités, consejos, juntas directivas), elección de los cargos internos mediante voto directo a personas, etc. Los partidos políticos puntuaron 6,0 sobre 10 en la disposición de códigos éticos y su publicidad, y 6,9 sobre 10 en la información que facilitan en sus webs sobre documentos internos, resoluciones de congresos, etc. El diferencial de puntos en estos dos conjuntos de indicadores respecto al resto demuestra que los partidos han sido permeables al debate público y que la presión ciudadana les ha empujado a tomar medidas de transparencia, a pesar de que todavía quedan partidos muy opacos y mucho camino por recorrer. Las puntuaciones medias de los partidos españoles están por debajo de 5 en el indicador de democracia interna (3,8 sobre 10), y entre el 5 y el 6 en derechos de los afiliados y su protección (5,5 sobre 10) y procedimientos de elección de sus candidatos a cargos públicos (5,2 sobre 10).

### Propuesta de reforma de sistema electoral (2015- 2016)
+Democracia, tras dos años de trabajo experto, en 2015 presentó una completa propuesta de reforma del sistema electoral con el objetivo de incrementar su proporcionalidad y disminuir las distorsiones que el modelo genera en la representación política. Para +Democracia el sistema electoral español, aunque durante más de 38 años ha contribuido al desarrollo de la democracia, da claras muestras de agotamiento. La subrepresentación de las fuerzas políticas que obtienen el tercer o cuarto puesto a nivel estatal, la sobre-representación de los dos principales partidos y del voto rural que rompe el principio democrático de igual valor del voto, así como la excesiva concentración de poder en las cúpulas de los partidos políticos a la hora de seleccionar a los candidatos, son algunos de los aspectos que se pretenden mejorar.
Mediante un amplio debate con la participación de personas expertas, entidades sociales y ciudadanos y ciudadanas, en 2015 se presentó a todos los grupos parlamentarios una propuesta de reforma elaborada y coordinada por Jorge Urdánoz, Enrique del Olmo y Francesc Garcia Donet, en la que se propone adaptar el sistema alemán a las características política y demográficas españolas, reformando nuestro sistema con objeto de conseguir estos cinco objetivos:
1. Democratizar los partidos a través del establecimiento de elecciones primarias abiertas que serán obligatorias para nombrar a todos los candidatos electorales y que contarán con las mismas garantías legales que en el resto del proceso electoral.
2. Mejorar la proporcionalidad global del sistema, con la elección de las listas de cada partido por circunscripciones autonómicas, cuya suma estatal determinará la asignación proporcional de la totalidad de los escaños a cada partido.
3. Mejorar la conexión entre los electores y sus representantes, fijando que la mitad de los escaños sean elegidos mediante distritos uninominales, con prioridad para los elegidos por este sistema a la hora de integrarse en la lista proporcional de su partido.
4. Garantizar la representación paritaria, realizando una corrección de género en la asignación de los escaños de las listas elegidas proporcionalmente, para asegurar una presencia igualitaria de ambos géneros en la composición final del Congreso.
5. Extender el ejercicio del derecho al voto, mediante el desarrollo del voto electrónico y su aplicación general, la introducción de mayores facilidades para el voto exterior y la garantía de que las personas con discapacidad podrán superar las dificultades actuales para votar.

El documento contó con la colaboración de: Daniel Innerarity, filósofo y director del Instituto de Gobernanza Democrática; Josep Joan Moreso, catedrático de Filosofía del Derecho y Rector de la Universidad Pompeu Fabra (2005-2013); Ferrán Martínez, sociólogo y politólogo, doctor miembro del Instituto Juan March e investigador del Electoral Integrity Project de la Universidad de Sídney; Reyes Montiel, periodista y exportavoz de EQUO; Emilia Sánchez-Pantoja, emprendedora social y presidenta de +Democracia; Xavier Coller, catedrático de Sociología de la Universidad Pablo de Olavide y director del Grupo de Investigación, democracia y autonomías; Manuel Villoria, catedrático Ciencia Política y Sociología, director del Observatorio de Buena Gobernanza de la URJC; Nagore de los Ríos, periodista, emprendedora social, asesora del Banco Mundial y experta en Open Government; Andrés Ortega, escritor, analista y periodista, director del Observatorio de las Ideas. Es miembro del European Council of Foreign Affairs (EFCR) y Senior Research Fellow del Real Instituto Elcano; Helena Ancos, jurista y directora de RSC del Instituto Complutense de Estudios Internacionales; José Antonio Gómez-Yánez, profesor de Sociología de la Universidad Carlos III de Madrid; Inmaculada Ranera, empresaria, miembro de Barcelona Global y del Consejo Nacional de Nova Esquerra; Nacho Corredor, politólogo, fundador de deba-t.org. Coordinador de +Democracia; Aurora Nacarino-Bravo, politóloga y periodista; Víctor Gómez Frías, ingeniero de caminos, abogado y doctor en Economía; Rafa Estrella, Historiador, vicepresidente de la Fundación El Cano y Embajador de España, Imma Aguilar, asesora en comunicación política y electoral, periodista y escritora; Carlos R. Alemany, ingeniero Naval , CEO de Alemany and Partners y fundador de la Asociación en Defensa de la Reforma del Sistema Electoral; Amparo Tortosa, socióloga especialista en temas electorales y de seguridad, colaboradora organismos internacionales; José María Vidal, director del departamento de Derecho Constitucional y Ciencia política de la Universidad de Valencia.; Cristóbal Herrera, politólogo, analista de inteligencia política; Javier Cremades, abogado, presidente de Cremades & Calvo Sotelo, Joan Navarro, sociólogo, socio y vicepresidente de LLYC.

### Comisión de calidad democrática de Congreso Diputados (2016-2020)
En 2016, +Democracia pidió al Congreso de los Diputados la constitución de una comisión para la calidad democrática, que finalmente fue aprobada como comisión permanente, poniendo de acuerdo a distintos grupos para su creación.
En 2020, +Democracia se reúne con el presidente de la comisión y envía una propuesta de temas básicos. Conscientes de la importancia que los asuntos relativos a la calidad democrática tienen en la actualidad, +Democracia en colaboración con Transparencia Internacional y Hay Derecho presentó a la Comisión de Calidad Democrática del Congreso de los Diputados una propuesta de ámbitos de trabajo prioritarios agrupados en ejes: 
- Sobre los partidos políticos
- Medidas efectivas de prevención y lucha contra la corrupción
- Medidas efectivas que consoliden la rendición de cuentas, la neutralidad de las instituciones y organismos controladores y reguladores y la independencia de órganos clave
- Propuestas para un parlamento abierto, más transparente y participativo

Asimismo, +Democracia propuso la creación de una comisión técnica que desarrolle un diagnóstico completo de nuestro sistema institucional, incluyendo todos los pilares del sistema, desde los tres poderes del Estado hasta el ámbito empresarial, pasando por órganos de control y medios de comunicación. Esta comisión debería haber generado un informe en los próximos cuatro meses, a efectos de que pueda presentarse un plan estratégico de mejora de la calidad institucional de España. 

### Propuesta de sistema de renovación del poder judicial (2020)
Ante la propuesta de reforma del CGPJ presentada por varios grupos parlamentarios +Democracia analizó la iniciativa con preocupación y presentó a los grupos parlamentarios su propia propuesta
Para + Democracia, una reforma para el sistema de nombramiento de los miembros del CGPJ debe cumplir tres condiciones mínimas: 
1. Que el ejecutivo no controle la actividad de los jueces y les conmine a acatar, de forma directa o indirecta, sus mandatos
2. Que el órgano en sí también rinda cuentas de su labor a la ciudadanía, pues a su servicio está y por ella es financiada su actividad
3. Que el órgano no traslade a su interior las disputas de intereses partidistas y gestione el sistema con rigor, transparencia, eficacia y honestidad.

+Democracia propone que se apruebe una ley de naturaleza provisional (sunset law) que establezca un método de renovación de parte de sus miembros de origen judicial (12, según el artículo 122.3 de la Constitución) que pueda ser valorado tras una periodo de aplicación y, en su caso, con la incorporación de las mejoras oportunas, ser adoptado como definitivo.

## Colección de libros +Democracia
+Democracia y la Editorial Gedisa impulsaron en 2019 una colección de ensayos sobre el sistema democrático y su correspondiente entramado institucional, con la voluntad de luchar contra la perplejidad y la incertidumbre y a favor de la comprensión y la claridad de la realidad política, desde múltiples disciplinas ─filosofía, historia, sociología, derecho, etc. ─ que contribuyen al enriquecimiento de la cultura democrática. 
Cada ensayo profundiza sobre un tema de actualidad: la corrupción, la participación ciudadana y los movimientos sociales, el sistema electoral, la financiación de los partidos, entre otros. Se trata de libros que, firmados por algunos de los especialistas más reconocidos, parten del conocimiento experto y lo hacen accesible al conjunto de la ciudadanía, de forma que sirvan a su objetivo fundamental, ayudar a mejorar el debate público sobre la calidad de la democracia. 

### Títulos publicados
- Comprender la democracia[18]

- Reformar el sistema electoral[19]
- Desprivatizar los partidos[20]
- Combatir la corrupción[21]
- Votar en tiempos de la gran recesión[22]
- Examinar la democracia en España[23]
- Hackear la política[24]
- Gestionar las emociones políticas[25]
- Entender la renta básica[26]

## Presidentes
- Joan Navarro Martínez (2013) (Coordinador)
- Jordi Sevilla (2014)
- Emilia Sánchez-Pantoja (2015-2016)
- Manuel Villoria (2016-2018)
- Enrique del Olmo (2018-2020)
- Cristina Monge (2020-actualmente)